# Mohammed Gammoudi
Mohammed Gammoudi (arabiska: محمد التليلي بن عبد الله القمودي), egentligen Mohamed Tlili ben Abdallah, född 11 februari 1938 i Gafsa, Tunisien, är en tunisisk före detta långdistanslöpare och en av 1960-talets mest framgångsrika afrikanska friidrottare. Han började sin olympiska bana 1964 genom att sensationellt ta silver på 10 000 m bakom en lika otippad segrare, amerikanen Billy Mills.
Gammoudis främsta prestation var OS-guldet på 5000 meter i Mexico City 1968 där han besegrade ett flertal framstående löpare som var betydligt vanare vid den tunna syrefattiga luften än han. Med ett slutvarv på 54,8 sekunder slog Gammoudi bland annat dåvarande världsrekordhållaren på distansen Kipchoge Keino.
Gammoudi var en av förhandsfavoriterna till segern på både 5 000 och 10 000 m vid OS i München 1972 men där hade han oturen att möta Lasse Virén. Gammoudi var den löpare som krockade med Virén i 10 000-metersfinalen så att båda föll, men till skillnad från Virén som snabbt reste sig och vann loppet kunde Gammoudi inte fortsätta. I 5 000-metersloppet var han ute efter revansch men besegrades av Virén i slutspurten.
Gammoudis karriär var en av de längsta i friidrottshistorien. Han tävlade på internationell toppnivå 1962-76.